# Кузя (тигр)
Кузя — амурский тигр, спасённый людьми и известный тем, что совершил путешествие из России в Китай и обратно.

## Биография
«Тигры успешно прошли курс специальной подготовки к выживанию в дикой природе, год они еще будут под присмотром. Для этого мы надели им специальные спутниковые ошейники, которые запрограммированы отвязаться самостоятельно через 12 месяцев».
В 2012 году в дальневосточной тайге были найдены 5 амурских тигрят, которые были очень истощены. Их мать убили браконьеры. Им дали имена Кузя, Устин, Боря, Илона и Светлая.
В 2014 году президент России Владимир Путин (у него как раз была рабочая поездка в Приамурье) лично открыл загоны с тигрятами, чтобы те вышли на волю. Кузя выбежал первым. Его брат Боря некоторое время сомневался, но через несколько секунд ушёл в тайгу. На шеи тигрятам предварительно надели датчики, которые показывают их местоположение и состояние здоровья. Их сестра Илона отказалась выходить из клетки, несмотря на все усилия специалистов.
В поисках пищи Кузя перешел в Еврейскую автономную область. 5 октября того же года Кузя переплыл Амур и оказался в КНР. Побег Кузи в другую страну очень обеспокоил российских зоологов, которые выразили надежду на то, что китайские коллеги позаботятся об убежавшем тигре. Китайские полицейские попросили местных жителей быть бдительными, а владельцы местного заповедника выразили свою готовность помочь тигру в случае его нахождения. 11 октября Кузя стал главным подозреваемым в нападении на местный курятник. Об этом сообщил фермер из деревни Тайпингоу. Фермер обнаружил сломанный забор, а рядом на земле капли крови, куриный пух и крупные следы. Сотрудники лесного управления после недолгого расследования назвали виновником произошедшего амурского тигра.
В декабре 2014 года Кузя вернулся обратно в Россию. Исследователи не исключают, что Кузя может вновь вернуться в Китай, так как уже пометил там свою территорию. В целом, Кузя провёл на территории Китая 2 месяца. Зоологи считают, что Кузя решился на такой шаг из-за отсутствия пищи и комфортной для него экосистемы.

## В массовой культуре
- Фильм «По следам путинского тигра», снятый австралийскими кинематографистами, посвящён истории Кузи. Фильм вызвал большой интерес, особенно в Китае[7].